# 남옥 (명나라)
남옥(藍玉, ? ~ 1393년 2월 10일)은 중국 명나라의 장군으로 안휘성 정원현 사람이다. 명나라 초기에 군사 공적을 올리고, 대장군 양국공(涼國公)에 승진 했지만, 뒤에 남옥의 옥으로 불리는 사건으로 사형을 당했다.

## 생애
형은 남영(藍榮), 누나는 상우춘(常遇春)의 아내이다. 상우춘의 휘하에서 활약하여, 상우춘의 추천에 의해 관군이 되고 군공을 세워서 대도독부첨사(大都督府僉事)로 승진했다. 그 후 부우덕(傅友德)의 사천(四川) 평정에도 참여하고 서달(徐達)의 부장이 되어 막북으로 원정했다. 서쪽으로 암도 지구, 캄의 부족장들을 복종시킨 공적으로 영창후(永昌侯)가 되었다. 남옥은 서달, 상우춘과 명나라군의 핵심적 존재가 되었다.

## 초기의 전공
1371년(홍무 4년) 부우덕(傅友德)을 따라 사천(四川)을 평정하였다.
1372년(홍무 5년) 주원장의 2차 북원 정벌. 남옥은 서달(徐達)이 이끄는 중로군(中路軍)에 속해 있었다. 서달이 도독첨사(都督僉事)로, 남옥이 선봉관(先鋒官)이었다. 안문관(雁門關)을 출발하여 야마천(野馬川, 지금의 커루룬 강)과 토랄하(土剌河（지금의 투울강)에서 쾨케 테무르의 군대를 격파하였다.
1374년(홍무 7년) 남옥이 직접 군대를 이끌고 흥화(興和) 일대를 평정하였다.
1378년(홍무 11년) 남옥이 목영(沐英)과 함께 티베트 지역의 반란을 진압하였다.
1379년(홍무 12년) 남옥의 군대가 대승을 거두고 돌아왔다. 그 해, 영창후(永昌侯)로 봉해졌다.

## 운남 정벌
1381년(홍무 14년) 남옥은 좌부장군(左副將軍)의 직책으로 정남장군(征南將軍) 부우덕(傅友德), 우부장군(沐英) 목영과 함께 30만의 군대를 이끌고 운남(雲南)을 정복하였다. 남옥과 목영은 동로군의 일부를 이끌고 큰 어려움 없이 곤명(昆明)을 점령하였다. 원나라의 우승상 관보보(觀甫保)가 성을 나와 항복하였으며, 이로써 운남에 위치하였던 원나라의 잔존 세력은 소멸하였다. 다시 남옥이 군대를 이끌고 대리(大理)를 공격하여 곡정(曲靖)에서 원나라의 평장(平章) 달리마(達里麻)를 사로잡았다. 양왕(梁王)이 도망하던 중에 사망하였고 이로써 중국 남부의 원나라 세력이 평정되었다.

## 나하추 정벌
1387년(홍무 20년) 정로좌부장군(征虜左副將軍)으로 임명되어 대장군(大將軍) 풍승(馮勝)과 함께 북원의 태위(太尉) 나하추(納哈出)를 정벌하기 위해 출정하였다. 2월 3일, 풍승이 이끄는 군대가 통주(通州)에 도착하였고 경주(慶州, 지금의 내몽골 바린 좌기 부근)에 원나라의 군대가 주둔하고 있다는 소식을 듣고 남옥을 보내 원나라의 군대를 격파하였다. 뒤이어 군대를 이끌고 추격하여 나하추가 금산(金山) 일대에 주둔하고 있음을 확인하였다. 나하추가 사람을 보내 거짓으로 항복하였다. 남옥 등은 나하추가 거짓으로 항복하는 것을 알아채고 그를 생포하여 돌아왔다. 이 때 나하추의 군대가 모두 명나라에 귀순하였다.
나하추를 토벌하는 동안, 풍승이 죄를 입어 남옥이 대장군(大將軍)에 임명되어 계주(薊州)에 주둔하였다. 이 때 원 순제의 손자 토구스 테무르가 즉위하여 명나라의 국경을 위협하였다.

## 북원 정벌
1388년(홍무 21년) 남옥이 15만의 군대를 이끌고 출정하여 대녕(大寧)을 지나 경주(慶州)에 도착하였다. 정탐을 통해 원나라의 주력이 쿨룬 부이르에 주둔하고 있다는 사실을 확인하여 남옥이 빠른 속도로 진격하여 백안정(百眼井)으로 이동했다. 백안정에서 쿨룬 부이르까지는 40리 정도에 불과했으나, 원나라 군대의 흔적을 확인할 수 없자 남옥은 군대를 이끌고 돌아가려고 했다. 정원후(定遠侯) 왕필(王弼)이 반대하며 계속 진격할 것을 주장하였다. 남옥이 여기에 동의하여 왕필을 선봉으로 삼고 신속하게 진격하였다. 원나라는 명나라의 군대가 마초가 부족하여 깊숙히 들어오지 못할 것이라고 생각하고 방비하지 않고 있었다. 때문에 명나라의 군대가 진격하는 것을 알아채지 못했다. 왕필의 군대가 원나라의 진영으로 돌입하자 크게 당황하여 맞아 싸웠지만 당해내지 못했다. 태위(太尉) 만자(蠻子) 등이 전사하고 그 무리가 모두 항복하였다. 원나라의 황제 토구스 테무르와 태자 천보노(天保奴) 등 수십 명만이 가까스로 도망쳤다. 남옥이 기병을 파견하여 추격하였으나 잡지 못했다. 둘째 아들 지보노(地保奴)와 여러 비빈과 공주 이하 수백명을 사로잡았고 뒤에 다시 오왕(吳王) 타아지(朵兒只)와 대왕(代王) 달리마(達里麻)를 비롯하여 평장(平章) 이하의 관리 수천 명, 남녀 7만 명을 포로로 잡았으며, 원나라 황제의 옥새와 인신 등을 손에 넣었다. 남옥이 다시 합라장영(哈剌章營)을 공격하여 포로와 가축 수만을 사로 잡아 돌아왔다. 회군하여 양국공(涼國公)에 봉해졌다.

## 남옥의 옥
남옥의 옥 사건이 일어나기 전에도 주원장은 공신을 숙청하였고, 황제의 권력을 강화했다. 1392년 황태자 주표(朱標)가 갑자기 죽고, 태자의 아들 주윤문이 황태손으로 봉해졌다. 그리고 남옥의 딸은 촉왕 주춘(朱椿)의 왕비로, 상우춘의 딸이 주표의 태자비였다. 이 때문에 주원장은 손자인 황태손의 장래에 불안을 느끼게 되었다. 이러한 상황에 남옥의 횡포가 심하자, 주원장은 강력한 공신이 황태손을 허수아비 군주로 만들고 권력을 좌지우지 할 것을 염려하고, 공신을 숙청하고자 하였다.
1393년(홍무 26년) 금의위(錦衣衛) 지휘(指揮) 장환(蔣瓛)이 고발하여 남옥이 모반을 꾀하고 있다고 주장하였다. 남옥은 즉각 체포되었고 조사 과정 중에 경천후(景川侯) 조진(曹震) 학수후(鶴壽侯) 장익(張翼), 축로후(舳艫侯) 주수(朱壽), 정원후(定遠侯) 왕필(王弼), 동관백(東筦伯) 하영(何榮), 이부상서(吏部尚書) 첨휘(詹徽), 호부시랑(戶部侍郎) 부우문(傅友文) 등과 함께 모반을 일으키려 했다는 주장이 더해졌다. 주원장은 남옥을 사형시키고 그의 가산을 몰수하였고, 3족을 주멸하였으며 그 밖에 여기에 연루되어 죽은 자가 모두 1만 5천명이었다. 남옥의 안을 정리한 이후 여러 신하들에게 경고하기 위해 사건의 정황을 정리하여 『역신록(逆臣錄)』을 펴냈다. 학계에서는 이를 남옥의 옥(藍玉案)이라고 부른다.

## 같이 보기
- 호람의 옥